# Југословенска акција
Југословенска акција била је југословенски националистички, конзервативни и монархистички покрет основан у Београду 1930. године. Стајала је на позицијама интегралног југословенства, национализма, ауторитарности, монархизма, антикомунизма, антикапитализма, антидемократских ставова, сталешког и корпоративног уређења државе. Југословенска акција била је једна од организација чијим је удруживањем 1935. основан Југословенски народни покрет Збор.

## Оснивање
Југословенска акција основана је као националистичко удружење на састанку у Београду 7. јануара 1930. године. Њен циљ је био да окупља „млађе просвећене људе и омладину” за заједнички рад на „јачању југословенске националне свести” и „учвршћивању народног јединства”. Удружење у почетку није наступало у јавности, нити је имало неког уочљивијег политичког утицаја. Само вођство покрета правдало је неактивност размимоилажењем међу његовим члановима око питања метода рада. Југословенска акција представљала се као затворено друштво које чини један мањи скуп интелектуалаца неповезаних неким заједничким програмом. Међу малобројним присталицама постојале су две групе: „идеалистичка”, која је у почетку преовладавала и залагала се да удружење и даље остане „затворен круг пријатеља” без неког утврђеног програма, и „активистичка” која је тражила да удружење донесе свој програм, да га отворено заступа у јавности и да Југословенска акција прерасте у у општи југословенски покрет. Током времена активисти су однели превагу. Већ на парламентарним изборима 1931. године неки чланови Југословенске акције кандидовани су на јединственој владиној листи и изабрани за посланике.

### Начела и деловање покрета
Октроисање новог Устава 3. септембра 1931. године и рад на образовању режимске странке Југословенске радикалне сељачке демократије подстакли су вођство Југословенске акције на доношење свог програма. Југословенска акција усвојила је програм рада у тексту једне резолуције на првом јавном скупу делегата 22. маја 1932. године у Загребу. Програмска начела заснивала су се на буржоаској такозваној универзалистичкој теорији о превазилажењу националних и социјалних супротности увођењем корпоративног, сталешког уређења. Идеолози покрета заступали су теорију интегралног југословенства и заговарали стварање Велике Југославије. По угледу на ОРЈУНУ и Југословенска акција је заговарала употребу физичке силе свог чланства као метод у политичкој борби. И поред агресивне реторике коју је вођство Југословенске акције користило у својим јавним наступима и заговарања експанзионизма у спољној политици, у изворима није забележен ниједан насилни иступ њеног чланства.
Југословенска акција је деловала као нека врста организованог политичког покрета, нарочито пред крај 1932. и почетком 1933. године. Одржала је протестне скупове у Сарајеву децембра 1932. и у Београду јануара 1933. године, противећи се ставовима Сељачко-демократске коалиције, формулисаним у документу познатом као Загребачке пунктације, којим се тражило, поред осталог, и федеративно уређење југословенске државе.
У први Директоријум Југословенске акције изабрани су Данило Вуловић, Велибор Јонић, Александар Штулхофер, Јурај Коренић и Илија Чавлина. Јонић је изабран за генералног секретара, а Лука Костренчић за шефа пропаганде. Приметан је известан број бивших функционера и чланова покрета ОРЈУНЕ распуштеног 1929.
Југословенска акција критиковала је либералну демократију и пропагирала нови ауторитативни и корпоративни систем са сталешким уређењем државе:
Сваки сталеж, односно радна група, мора бити организована у свом сталешком удружењу (синдикату). Циљ сталешких удружења је да, штитећи своје интересе, доведе у склад интересе свога сталежа са интересима осталих привредних група, и да делегирају своје представнике у сталешко народно представништво. Држава ће организовати међусталешке судове којима ће бити задатак да решавају спорове међу радним групама, да доведу у склад односе између рада и капитала и да осигурају минимум егзистенције сваком радном појединцу.

### Симболи покрета
У покрету Југословенске акције коришћени су посебни знаци као амблеми. Према Статуту је као знак покрета усвојен плави крст ускрснућа, односно косовски крст, а као застава државна застава са уметнутим знаком крста на белом пољу. Ови знакови истицани су на манифестацијама, а поздрави су вршени подизањем десне руке. За химну Југословенске акције изабрана је корачница Војска смене, коју ће касније преузети и користити омладина Збора. Током Другог светског рата ова корачница је постала химна Српског добровољачког корпуса, војне формације владе Народног спаса генерала Милана Недића. Југословенска акција имала је и своје гласило, Југословенску реч која је штампана у Загребу.

## Утапање Југословенске акције у Југословенски народни покрет Збор
После дужих међусобних преговора, делегати Југословенске акције, групе око листа Збор, словеначке организације Бој и групе око листа Отаџбина јануара 1935. у Љубљани потписали су документ о стварању Југословенског народног покрета Збор.
Крајем 1937. године у Збору се јавила група противника Димитрија Љотића, а та „опозиција” углавном је долазила из редова Југословенске акције. Најзначајнији у овој опозиционој фракцији били су др Данило Грегорић, водећа личност омладине Збора, Велибор Јонић, генерални секретар Збора и Ђорђе Перић, угледни члан Саветодавног одбора Збора и шеф Одсека за штампу. Избачени су из покрета и ускоро су постали сарадници Милана Стојадиновића.

## Истакнути чланови
- Владимир Велмар Јанковић
- Данило Вуловић
- Данило Грегорић
- Војислав Воја Ђорђевић
- Велибор Јонић
- Чедомиљ Медини
- Ђорђе Перић
- Илија Чавлина
- Александар Штулхофер
- Дамјан Ковачевић